# 貝里冰川
75°S 134°W / 75°S 134°W
貝里冰川（英語：Berry Glacier）是南極洲的冰川，位於瑪麗伯德地，長40公里、寬8公里，流經佩里山脈和德馬斯山脈，最終注入蓋茨冰架，由美國研究隊拍攝空中照片和繪入地圖。